# Квида, Йосеф
Йосеф Квида (чеш. Josef Kvída; родился 16 января 1997 года в Пршибраме, Чехия) — чешский футболист, защитник клуба «Пафос».

## Клубная карьера
Квида — воспитанник клуба «Пршибрам» из своего родного города. Летом 2015 года Йосеф перешёл в нидерландский ПЕК Зволле. 3 декабря 2016 года в матче против «Витесса» он дебютировал в Эредивизи. Летом 2017 года Квида для получения игровой практики был арендован «Алмере Сити». 18 августа в матче против НЕКа он дебютировал в Эрстедивизи. 12 марта 2018 года в поединке против «Телстара» Йосеф забил свой первый гол за «Алмере Сити».
Летом того же года Квида перешёл в НЕК. 17 августа в матче против «Камбюра» он дебютировал за новый клуб. 14 сентября в поединке против дублёров ПСВ Йосеф забил свой первый гол за НЕК.